# La neve, il cielo, l'immenso
La neve, il cielo, l'immenso è un triplo cofanetto di Mia Martini edito nel 2005 dalla Sony Bmg.

## Descrizione
I primi due cd ripercorrono la carriera della cantante fino al 1989, lasciando ampio spazio a inediti ripescati due anni prima che in questo contesto sembrano sacrificare altri brani, tra i più interessanti della produzione di Mia Martini.
Il valore di questo cofanetto è da attribuire, dunque, al terzo cd, in cui sono stati inseriti brani mai pubblicati e rarità assortite.
In particolare, il terzo CD contiene due brani registrati nel 1976 per l'album "Canzoni venete" di Sergio Endrigo, assieme al compianto cantautore, e Stelle di stelle, duetto del 1990 con Claudio Baglioni incluso nell'album di quest'ultimo intitolato Oltre.
C'è, poi, Ritratto di donna nella versione registrata dal vivo al World Song Popular Festival Yamaha di Tokyo, dove Mia ottenne la vittoria.
Fanno la loro prima comparsa su cd alcune rarità relegate nei lati B di vecchi 45 giri: Sognare è vita (retro di "Libera"), ma soprattutto Voglio te (retro di '"E non finisce mica il cielo") e Lucy (retro di "Spaccami il cuore"), entrambe scritte dalla stessa Mimì.
Per la prima volta su cd anche Freedom is today, versione inglese di "Libera", mentre Einsam è la versione tedesca di "Donna sola", mai pubblicata.
Gli inediti assoluti (pochi): I've got a feeling, No sugar tonight e Funk 49 (appartenenti alla stessa sessione di "We can work it out", pubblicata in Canzoni segrete), più Che settimana! del 1974.
La perla del disco è la versione orchestrale di Dire no, anche questa inedita.

### Tracce
Cd 1
1. Padre davvero...
2. Oltre la collina...
3. Amore... amore... un corno!
4. Piccolo uomo
5. Donna sola
6. A poco a poco
7. Credo
8. Mondo nuovo
9. Minuetto
10. Cosa c'è di strano
11. Inno
12. Ruba
13. Agapimu
14. Altissimo verissimo
15. ...E stelle stan piovendo
16. Eppure stiamo insieme
17. Domani
18. Aiutami

Cd 2
1. Donna con te
2. Al mondo
3. Sensi-Volesse il cielo
4. Tutti uguali
5. Io donna io persona
6. Che vuoi che sia... se t'ho aspettato tanto
7. Se mi sfiori
8. Per amarti
9. Se finisse qui
10. Io andrò
11. E non finisce mica il cielo
12. Nuova gente
13. Quante volte
14. Stelle
15. Ti regalo un sorriso
16. Spaccami il cuore
17. Almeno tu nell'universo (live Premio Tenco '89)

Cd 3
1. I' ve got a feeling (inedito) - 1971
2. No sugar tonight (inedito) - 1971
3. Funk 49 (inedito) - 1971
4. Ein sam (versione inedita tedesca di "Donna sola") - 1973
5. Freedom is today (versione inglese di "Libera")
6. Questo amore vero (versione inedita) - 1972
7. Che settimana! (inedito) - 1973
8. O dona lombarda (duetto con Sergio Endrigo)
9. Cecilia (duetto con Sergio Endrigo)
10. Ritratto di donna (live)
11. Sognare è vita
12. Dire no (versione orchestrale) - 1975
13. Voglio te
14. ... E ancora canto (versione 45 giri)
15. Lucy
16. Stelle di stelle (duetto con Claudio Baglioni)

## Andamento nella classifica italiana degli albums
| Posizione | 22    | 28    | 24    | 31    | 30    | 44    | 62    | 66    | -      | 94     | -      | 95     | -      | 92     | -      | 100    | -      | 92     |
| Fonti     | [ 2 ] | [ 3 ] | [ 4 ] | [ 5 ] | [ 6 ] | [ 7 ] | [ 8 ] | [ 9 ] | [ 10 ] | [ 11 ] | [ 12 ] | [ 13 ] | [ 14 ] | [ 15 ] | [ 16 ] | [ 17 ] | [ 18 ] | [ 19 ] |